# 坦杜阿拉亚县

所在位置

坦杜阿拉亚县(乌尔都语: ضلع ٹنڈو اللہ یار) (信德语: ٽنڊوالهيار)，巴基斯坦信德省的一个县，位于该省南部，与巴丁县、海德拉巴县、特达县相邻。县治位于坦杜阿拉亚市。

## 行政区划
坦杜阿拉亚县分为3个乡。